# (6060) Doudleby
(6060) Doudleby (1980 DX) – planetoida z grupy pasa głównego asteroid okrążająca Słońce w ciągu 4,23 lat w średniej odległości 2,61 j.a. Odkryta 19 lutego 1980 roku.